# Memphis Depay
Memphis Depay (Moordrecht, 13. veljače 1994.) nizozemski je nogometaš i reper ganskog podrijetla. Trenutačno igra za Corinthians. Rođen je u nizozemskom Moordrechtu kao sin ganskog oca i nizozemske majke. Započeo je svoju profesionalnu karijeru u PSV-u iz Eindhovena. Debitirao je u rujnu 2011. godine i odigrao je preko 90 ligaških utakmica za PSV. Za PSV je postao najbolji strijelac nizozemske lige u svojoj zadnjoj sezoni s 22 golova. U lipnju 2015. godine, Memphis je prešao iz PSV-a u engleski Manchester United. Ukupno je zabio sedam golova u 53 nastupa za Crvene vragove. U siječnju 2017. nizozemski je napadač potpisao višegodišnji ugovor s Lyonom. Manchester United je tada zadržao pravo prvokupa. Memphis je debitirao za francuski klub u Ligue 1 kao zamjena u 79. minuti protiv Olympique de Marseillea, gdje je sa svojom momčadi odnio pobjedu. Šest dana kasnije je Nizozemac zabio svoj prvi pogodak za Lyon u porazu protiv Lillea. U sezoni 2017./18. je Memphis zabio svoj prvi gol sezone protiv Rennesa u drugom kolu francuske prve lige.
Za Nizozemsku je debitirao u kvalifikacijskoj utakmici protiv Turske u listopadu 2013. godine. Osam mjeseci kasnije je postigao svoj prvi pogodak za Nizozemsku protiv Ekvadora. Od svog je debija odigrao preko 30 utakmica za svoju domovinu i nastupao je na Svjetskom prvenstvu u 2014. godini. U studenom 2015. godine je tadašnji izbornik Danny Blind Memphisa zajedno s Robinom van Persiejom udaljio iz reprezentacije za prijateljske susrete protiv Walesa i Njemačke.

## Vanjske poveznice
- Profil na Transfermarktu
- Profil na Soccerwayu